# Bertrand Bonello
Bertrand Bonello (ur. 11 września 1968 w Nicei) – francuski reżyser, scenarzysta, kompozytor i producent filmowy. 

## Życiorys
Zdobywca Nagrody FIPRESCI w sekcji "Międzynarodowy Tydzień Krytyki" na 54. MFF w Cannes za film Pornograf (2001). Autor biograficznego filmu Saint Laurent (2014), nominowanego dziesięciokrotnie do nagrody Cezara.
Zasiadał w jury sekcji "Cinéfondation" na 62. MFF w Cannes (2009). Przewodniczył obradom jury tej sekcji na 71. MFF w Cannes (2018).